# Източна мангуста джудже
Източна мангуста джудже (Helogale hirtula или Етиопска мангуста джудже) е вид бозайник от семейство Мангустови (Herpestidae).

## Разпространение и местообитание
Разпространен е в Етиопия, Кения и Сомалия.